# Academia Comunista

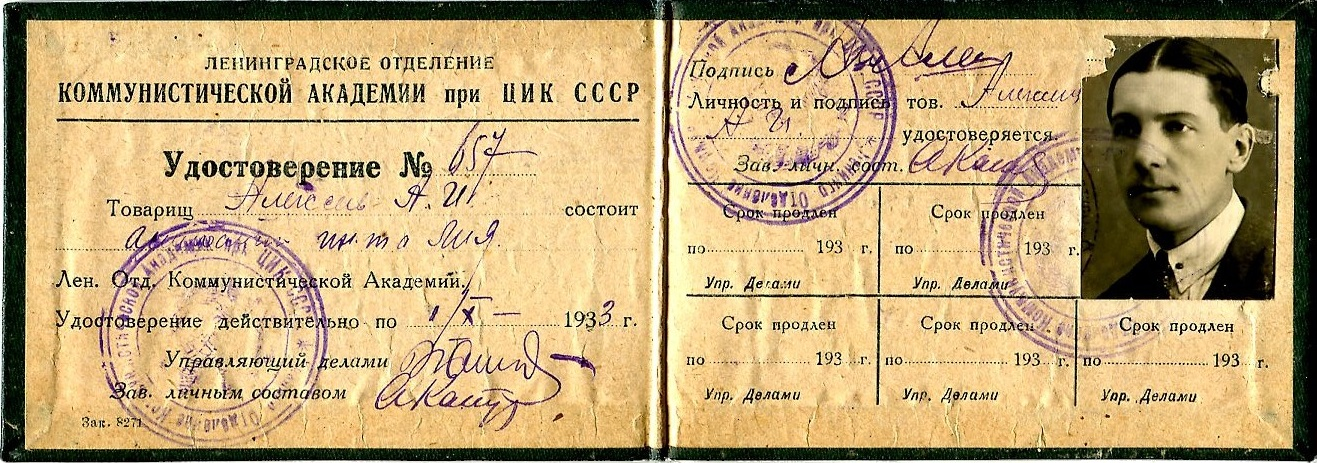
Certificado de un estudiante de la Academia Comunista bajo el Comité Ejecutivo Central de la URSS

La Academia Comunista (en ruso: Коммунистическая академия, transliterada Kommunisticheskaya akademiya) era un establecimiento educativo con sede en Moscú que tenía como objetivo permitir a los marxistas investigar problemas independientes e implícitamente en rivalidad con la Academia de Ciencias, que existió durante mucho tiempo en la pasada Revolución de Octubre y la posterior formación de la Unión Soviética.

## La Academia Socialista
La Academia originalmente se llamaba Academia Socialista de Ciencias Sociales (en ruso: Социалистическая академия общественных наук) cuando se fundó el 25 de junio de 1918. La Academia adquirió cierto éxito e influencia en la década de 1920, especialmente en las ciencias sociales y el derecho bajo la dirección de Evgeny Pasukanis.[cita requerida] La Academia incluyó aproximadamente 100 miembros activos y varios miembros correspondientes. Los objetivos de la AC fueron la investigación en ciencias sociales, historia, teoría y práctica del socialismo.

## La Academia Comunista
Desde el 17 de abril de 1924, pasó a llamarse Academia Comunista. El 26 de noviembre de 1926, el Comité Ejecutivo Central de la URSS (ЦИК СССР) confirmó el estatuto de la AC. En diciembre de 1929, se abrió una sucursal de Leningrado. 
La Academia Comunista incluyó los siguientes institutos: filosofía, historia, literatura, arte y lenguaje, desarrollo contemporáneo y derecho, economía mundial y política mundial, economía, estudios agrarios, ciencias naturales y una serie de comisiones especiales sobre temas específicos.[cita requerida] Después de la reorganización en 1932, el enfoque principal de la Academia Comunista se centró en el desarrollo socialista y la economía mundial. 
Sin embargo, la misma independencia que originalmente inspiró a la nueva Academia hizo que chocara con Iósif Stalin, y la abolió en 1936, una manifestación temprana de sus purgas de rápido desarrollo. Según un decreto publicado el 8 de febrero de 1936, la Academia Comunista estaba incluida dentro de la Academia de Ciencias Soviética. 

## Diario
Desde 1922, la Academia publicó un boletín ("Вестник Социалистической академии") y desde 1924 ("Вестник Коммунистической академии") que duró hasta septiembre de 1935. Durante muchos años, la Academia Comunista fue un centro líder en las ciencias sociales y desempeñó un papel destacado en la promulgación de la ideología marxista-leninista. 
La biblioteca de la Academia se conservó como la Biblioteca Fundamental de las Ciencias Sociales, que se convirtió en una parte importante de la biblioteca aún existente del Instituto de Información Científica de las Ciencias Sociales.

## Personas notables involucradas con la Academia Comunista
- Otto Schmidt
- Ippolit Sokolov
- Lev Mekhlis